# エドウィン・ロドリゲス (野球)
エドウィン・ロドリゲス・モラレス（Edwin Rodríguez Morales, 1960年8月14日 - ）は、プエルトリコ・ポンセ出身の元プロ野球選手（内野手）、プロ野球監督。右投右打。

## 経歴

### 現役時代
1980年にニューヨーク・ヤンキースと契約してプロ入り。現役時代、メジャーではヤンキースとサンディエゴ・パドレスで実働3年間プレーし、1987年に引退した。

### 現役引退後
引退後は1989年から1996年までミネソタ・ツインズのスカウトを務めた。1997年より指導者に転じ、タンパベイ・デビルレイズ傘下やフロリダ・マーリンズ傘下で監督・コーチを歴任した。
2010年6月23日にフレディ・ゴンザレス監督の解任を受け、マーリンズの監督に就任した。プエルトリコ出身者がメジャー球団の監督となるのは、ロドリゲスが初である。この年は46勝46敗の成績を残した。
2011年6月19日に解任された。
その後、2013年にはクリーブランド・インディアンス傘下のAA級アクロン・エアロズの監督を務め、2017年からはパドレス傘下のA+級レイクエルシノア・ストームで監督として指揮を執る。またその間、WBCでは第3回大会と第4回大会でプエルトリコ代表監督を務め、2大会とも準優勝へ導いた。
2018年限りでA+級レイクエルシノアの監督を辞任し、2019年からはAAA級エルパソ・チワワズの監督を務めたが、2021年8月に成績不振のため解任された。
2023年よりリーガ・メヒカーナ・デ・ベイスボルのモンクローバ・スティーラーズの監督を務める。

## 人物
監督業の傍ら、プエルトリコ・ベースボールアカデミーの校長も務める。

## 詳細情報

### 年度別打撃成績
| 年 度    | 球 団    | 試 合 | 打 席 | 打 数 | 得 点 | 安 打 | 二 塁 打 | 三 塁 打 | 本 塁 打 | 塁 打 | 打 点 | 盗 塁 | 盗 塁 死 | 犠 打 | 犠 飛 | 四 球 | 敬 遠 | 死 球 | 三 振 | 併 殺 打 | 打 率 | 出 塁 率 | 長 打 率 | O P S |
| -------- | -------- | ----- | ----- | ----- | ----- | ----- | -------- | -------- | -------- | ----- | ----- | ----- | -------- | ----- | ----- | ----- | ----- | ----- | ----- | -------- | ----- | -------- | -------- | ----- |
| 1982     | NYY      | 3     | 10    | 9     | 2     | 3     | 0        | 0        | 0        | 3     | 1     | 0     | 0        | 0     | 0     | 1     | 0     | 0     | 1     | 0        | .333  | .400     | .333     | .733  |
| 1983     | SD       | 7     | 14    | 12    | 1     | 2     | 1        | 0        | 0        | 3     | 0     | 0     | 0        | 1     | 0     | 1     | 0     | 0     | 3     | 0        | .167  | .231     | .250     | .481  |
| 1985     | SD       | 1     | 1     | 1     | 0     | 0     | 0        | 0        | 0        | 0     | 0     | 0     | 0        | 0     | 0     | 0     | 0     | 0     | 0     | 0        | .000  | .000     | .000     | .000  |
| MLB：3年 | MLB：3年 | 11    | 25    | 22    | 3     | 5     | 1        | 0        | 0        | 6     | 1     | 0     | 0        | 1     | 0     | 2     | 0     | 0     | 4     | 0        | .227  | .292     | .273     | .564  |

### 背番号
- 20（1982年）
- 36（1983年、2010年 - 2011年）
- 10（1985年）

### 代表監督歴
- 2013 ワールド・ベースボール・クラシック・プエルトリコ代表
- 2015 WBSCプレミア12 プエルトリコ代表
- 2017 ワールド・ベースボール・クラシック・プエルトリコ代表